# Long Way Round
 (novembre 2020).
Long Way Round est une série télévisée documentaire, un coffret DVD et un livre retraçant le voyage autour du monde de 31 000 km fait par Ewan McGregor et Charley Boorman à moto de Londres à New York. Ils ont voyagé vers l'est, en passant par l'Europe, l'Asie puis par avion jusqu'en Alaska pour continuer par la route jusqu'à New York.

## Origine
Dans les vidéos de préparation du tour du monde, Ewan McGregor et Charley Boorman expliquent ce qui les a amené à effectuer ce tour du monde. Ils prévoyaient de faire un voyage à moto ensemble (il cite notamment l’Espagne) quand, en appelant Charley un soir, Ewan lança l'idée d'un tour du monde à moto. Ewan explique avoir eu cette idée en regardant une carte : « En regardant la carte, le détroit de Béring m'a paru étroit. La Sibérie orientale m'a semblé toute proche de l’Alaska. Cela ne paraissait pas loin du tout. Le monde était traversé d'une ligne droite ».
Ewan McGregor et Charley Boorman ont été inspirés par le motocycliste Ted Simon et son livre Les Voyages de Jupiter (en version originale Jupiter's Travels). Ils l'ont d'ailleurs rencontré en Mongolie, alors qu'il effectuait un nouveau tour du monde.
Le voyage fut aussi l'occasion d'attirer l'attention des efforts humanitaires de l'UNICEF. Lors du voyage, l'équipe a pris le temps de s'arrêter pour aller voir et filmer certains travaux de l'UNICEF. Les projets visités étaient : un orphelinat en Ukraine qui accueillait les enfants touchés par la catastrophe de Tchernobyl, un mur d'escalade construit dans un centre pour enfant au Kazakhstan, et un projet concernant les enfants des rues vivant dans le système de chauffage des immeubles alentour à Oulan-Bator en Mongolie.

## Préparation
Afin de préparer leur voyage, l'équipe installe ses bureaux Bulwer Street à Londres. Un secrétariat, appelé « Ewan and Charley's Angels » en référence aux Charlie's Angels (Drôles de dames en VF), aidait l’équipe dans sa préparation : recherche et préparation du matériel nécessaire, formalités administratives, prise de contact avec les sociétés KTM puis BMW, cours de russe, etc. La mère de Claudio von Planta fut aussi appelée pour délivrer personnellement le nouveau passeport de son fils depuis la Suisse car celui n'avait pas assez de place dans son précédent passeport pour tous les visas nécessaires. Claudio découvrit aussi que son permis moto suisse n'était pas valable dans plusieurs des pays qu'ils allaient traverser et qu'il devait, par conséquent, passer un nouvel examen au Royaume-Uni. Un jour avant le départ, il échoua à l’examen car il ne regardait pas assez dans ses rétroviseurs lorsqu'il changeait de direction. En conséquence, il manqua le départ du voyage et prit l’avion pour Prague pour rejoindre l’équipe après avoir réussi son second examen.
Avant de quitter Londres, Ewan et Charley reçurent un entrainement spécial dans plusieurs disciplines. Ainsi, l'entrainement préparant aux environnements dangereux et hostiles (par exemple des points de contrôles illégaux et des locaux armés) fut assuré par l'ancien major du SAS Jamie Lowther-Pinkerton. Ils suivirent aussi des cours de conduite hors piste, de russe, et d'entretien de motos avant le départ. Ils prirent aussi conseil auprès d'experts et d'officiels dans les ambassades des pays traversés. Durant l'entrainement aux premiers secours, Ewan décida qu'il devrait emmener un docteur avec eux sur la majeure partie du voyage, dans les endroits éloignés de toute autre forme d'aide médicale.

## Matériel

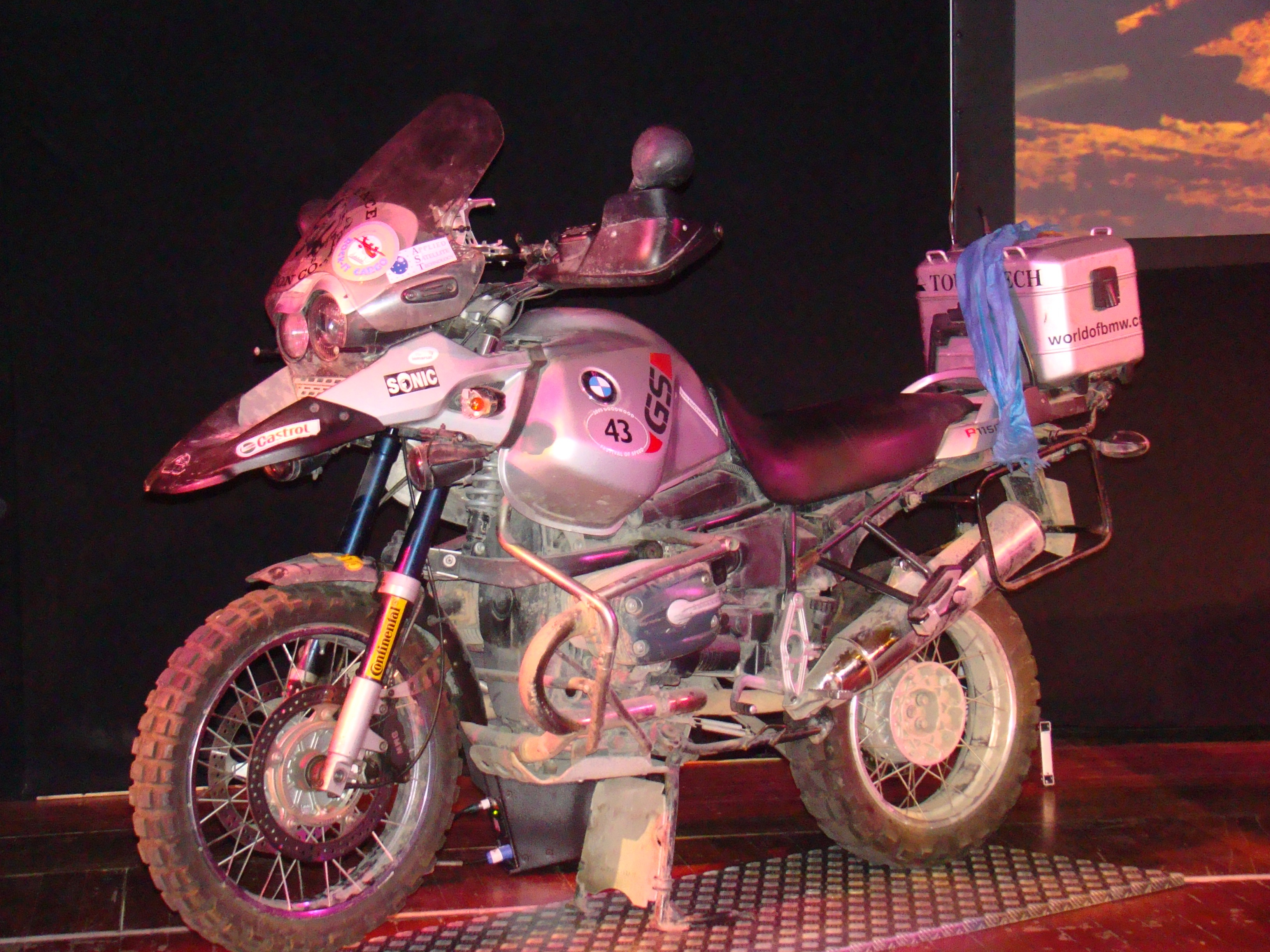
La BMW de Charley Boorman telle qu'elle était lors du voyage.

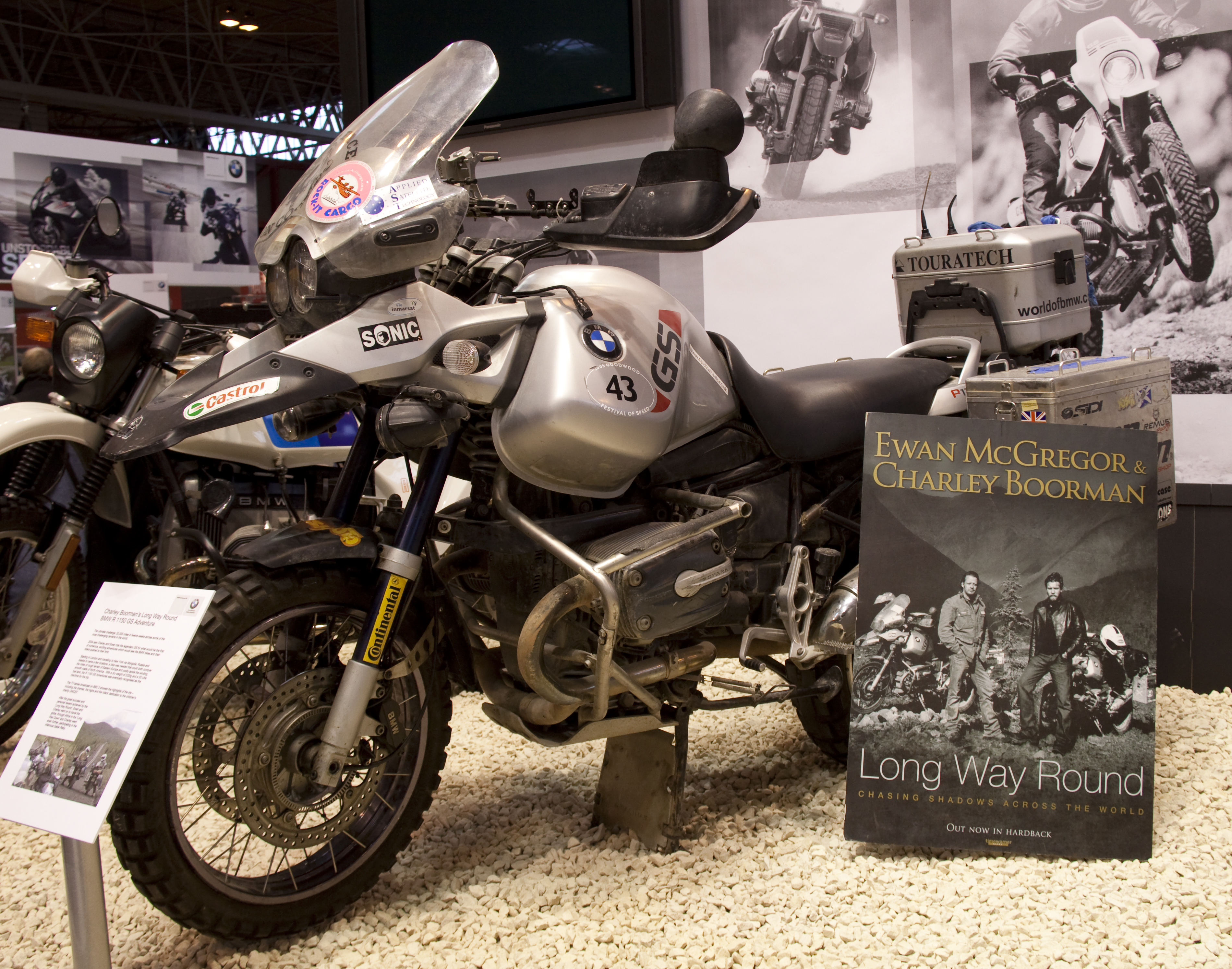
Une des deux BMW utilisées lors du voyage.

### Motos
Alors qu'Ewan souhaite utiliser des motos BMW, Charley préférait les motos fabriquées par KTM, un spécialiste autrichien du motocross et des motos tout-terrain. Ils ont un temps pris en considération les motos Honda. Après avoir effectué des tests hors pistes sur les KTM et les BMW, Ewan accepta le choix de Charley et les KTM furent choisies. Cependant, après qu'un spécialiste – lequel avait déjà effectué un trajet à moto en Sibérie – fut venu et eut pris connaissance du trajet, KTM déclina la proposition faite par l'équipe car la marque pensait que celle-ci avait d'importants risques d'échouer. Charley prit mal la nouvelle car il était très attaché au fait d'effectuer ce voyage en KTM, cependant, remarquant qu'Ewan avait fait des concessions en choisissant KTM par rapport à BMW, ils revinrent sur ce choix.
Ainsi, BMW fournit trois motos tout-terrain BMW R 1150 GS Adventure. Elles présentaient un certain nombre de modifications afin de permettre à l'équipe d'atteindre ses objectifs dans les meilleures conditions. Elles étaient équipées de caméras, microphones et d'écran sur le tableau de bord. Un système GPS personnalisé avec des points de navigation spéciaux cartographiés en Mongolie et Sibérie fut crucial dans les régions sans route ni indicateur.

### Caméras
Les caméras embarquées utilisées par Ewan et Charley était dessinées spécialement pour le voyage par Sonic Communications après avoir consulté l'équipe lors de la préparation. Chaque conducteur contrôlait deux caméras : la première était intégrée au casque et filmait en vue panoramique à l'avant de la moto, la seconde était déplaçable et permettait à Ewan et Charley de tenir leur caméra ou de l'attacher à l'arrière ou à l'avant de la moto en fonction de ce qu'ils souhaitaient filmer. Ceci était utile car elle pouvait être retirée afin de ne pas être volée ou endommagée lorsque les motos étaient sans surveillance. Ewan et Charley pouvaient voir ce qu'ils filmaient sur un petit moniteur attaché au guidon. Claudio von Planta transportait du matériel plus sophistiqué et devait souvent dépasser Charley et Ewan ou rester en arrière pour certaines prises.

## Trajet
Du 14 avril 2004 au 29 juillet 2004, Ewan McGregor, Charley Boorman et le cadreur Claudio von Planta et leur équipe de soutien voyagèrent de Londres à New York via l'Europe de l'Ouest, l'Europe centrale, l'Ukraine, la Russie, le Kazakhstan, la Mongolie, la Sibérie et le Canada, sur une distance cumulée de 30 396 km. Les seules étapes qui n'ont pas été franchies à moto sont : le Tunnel sous la Manche, les 930 km de train en Sibérie, qui parcourent le Zilov Gap ; plusieurs passages de rivière, une courte section de la Russie orientale qui ne pouvait être parcourue autrement que par camion ; et un vol de 4 031 km de Magadan à Anchorage (Alaska).
Du fait du manque de ponts en état, le passage des nombreux cours d'eau profonds et gonflés par la fonte des glaces étaient difficiles pour les BMW sur la route des os vers Magadan. Le débit des cours d'eau était à son maximum, et après plusieurs efforts, les motos ont finalement été chargées dans des camions afin de passer quelques-unes des rivières les plus profondes.
L'équipe traversa douze États : en partant du Royaume-Uni, puis passant par la France, la Belgique, l'Allemagne, la République tchèque, la Slovaquie, l'Ukraine, la Russie, le Kazakhstan, la Mongolie, les États-Unis et le Canada pour prendre fin à New York.
En Europe, en Amérique du Nord et dans les régions habitées de Russie, l'équipe dormait dans des hôtels. À l'inverse, après avoir atteint le Kazakhstan et la Mongolie, l’équipe n'avait pas d'autre choix que de camper. Ils prirent le temps de s'arrêter pour visiter certains points d'intérêts sur le parcours dont l'ossuaire de Sedlec en République tchèque, le monument « Masque de tristesse » (appelé « Mask of Grief » dans l’émission, soit « Masque de la douleur ») à Magadan, la Russie, et le Mont Rushmore aux États-Unis. Ils ont finalement atteint New York à temps, et rentrèrent dans la ville accompagné par une colonne de motard, dont le père d'Ewan McGregor, Jim, et l'équipe d'Orange County Choppers.

### Autorité locales
Le premier problème avec les officiers des douanes est survenu lorsque l'équipe a traversé la frontière entre la République tchèque et la Slovaquie. L'équipe n'avait pas fait tamponner leur Carnet ATA (un document qui assure que le matériel cher emporté dans un pays n'a pas été vendu) en entrant en République tchèque ce qui aurait pu entrainer la saisie de leurs caméras. Un pot-de-vin fut versé et l'équipe fut autorisée à continuer avec l'équipement. Un problème similaire eut lieu en entrant en Ukraine. Les gardes-frontières souhaitaient voir les originaux des certificats d'enregistrement des véhicules, alors que l'équipe ne disposait que des photocopies. Après 12 heures, le ministre de l'Intérieur ukrainien appela la poste frontière et demanda que l'équipe puisse passer.
L'équipe eut des problèmes d'une autre nature avec la police kazakh. En effet, celle-ci insistait pour escorter l'équipe dans le pays. Le voyage fit rapidement l'objet des gros-titres locaux et la police conduisait parfois l'équipe à des fêtes de bienvenue impromptues où se trouvaient des journalistes et où on leur offrait du lait fermenté. Charley et Ewan, fatigués par ces imprévus, insistèrent pour voyager seuls. Cependant, après un incident lors duquel le passager d'une voiture pointa son pistolet sur eux alors qu'ils étaient arrêtés sur le bord de la route dans un endroit désert, ils réalisèrent l'importance de la protection policière et furent heureux de voir les autorités en arrivant à la ville suivante.

### Accidents

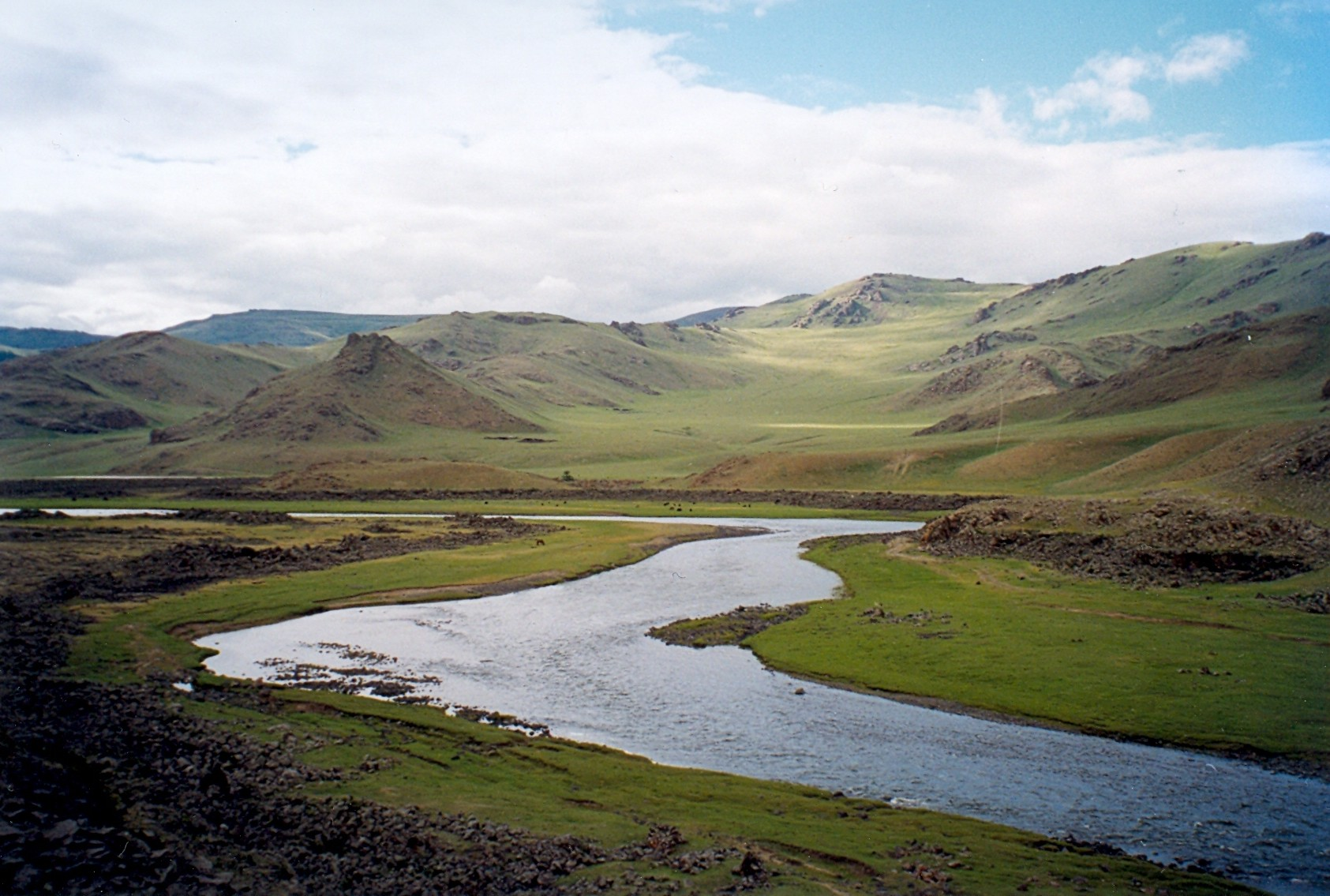
Traverser les régions les plus éloignées de la Mongolie et de la Sibérie et passer les rivières en crue fut l'une des sections les plus difficiles du voyage.

Le voyage ne se fit pas sans incident. Ewan McGregor reçut deux fois de l'essence dans l’œil alors qu'il faisait le plein à des stations-services (la première a requis un optométriste en Ukraine). Le premier de ces deux incidents eut lieu alors que Charley Boorman essayait d'arrêter une pompe à pétrole en mettant son doigt sur l'ajutage, ce qui eut pour seul effet d'envoyer de l'essence sur le visage de McGregor. Le second incident eut lieu lorsque l'essence a jailli du réservoir de la moto de McGregor.
Au Kazakhstan, le front de McGregor gonfla à la suite d'une piqure de moustiques (Claudio et Ewan blague en disant qu'il pourrait choisir d'une morsure de veuve noire). Celle-ci requit un traitement et menaça la poursuite de l'aventure. De même, les fesses d'Ewan McGregor furent sévèrement piquées par les moustiques et il révéla plus tard que son pénis avait gonflé et était devenu douloureux durant le voyage à cause de ces piqures.
Russ Malkin et Vassili firent des tonneaux avec leur véhicule tout-terrain en Mongolie et eurent la chance d'en réchapper sans blessures majeures. Charley Boorman froissa gravement les muscles de son épaule gauche en Sibérie et fut incapable de monter sur sa moto pendant plusieurs jours. En Sibérie, le cameraman Claudio von Planta se fit voler sa tente et quelques effets personnels qui avaient été brièvement laissé sans surveillance.
En dehors de Calgary, un très jeune conducteur percuta l'arrière de la moto de McGregor. Les paniers présents à l'arrière de la moto absorbèrent une partie du choc qui aurait pu être plus sérieux si la roue arrière avait pris directement le choc. Le jour suivant, Charley Boorman eut un accrochage sans gravité avec un Calgarien qui reculait doucement alors qu'il était à l'arrêt.
Charley Boorman se fit voler le porte-monnaie qu'il portait alors qu'il était près de sources chaudes au Canada, lequel contenait 500 dollars et 400 euros ainsi que sa carte de crédit.

### Panne des motos
Les motos n'accomplirent pas le voyage sans connaître quelques problèmes techniques. Ainsi, le cadre de la moto Claudio se cassa après une mauvaise chute en Mongolie et seul un « rafistolage » de Charley, utilisant des démonte-pneus et des câbles, permit à la moto d'atteindre la ville suivante où le cadre put être soudé. Après que le cadre fut soudé, ils découvrirent que le système anti-blocage des roues ne marchait plus et que la moto devait être transportée à Oulan-Bator puis renvoyée en Angleterre. Une moto de remplacement fut trouvée sur place (surnommée « The Red Devil ») : une Izhmash Planeta 5 rouge neuve, achetée 1 000 USD. Celle-ci eut plus tard des problèmes de boîte de vitesses. Deux gardiens de troupeaux de moutons qui passaient lors de cet incident réparèrent rapidement la moto, riant du fait qu'Ewan et Charley avait autant d'outils de grande qualité mais n'avait aucune idée de ce qu'il fallait faire pour réparer la moto. Ironiquement, la région qu'il devait traverser par la suite était particulièrement humide et boueuse rendant les BMW incontrôlables et forçant Ewan et Charley à les pousser à pied sur de longues distances tandis que la moto de Claudio, plus légère, n'avait aucun problème à traverser ces zones. Le cadre de la moto d'Ewan McGregor se cassa à deux endroits en Sibérie, ne leur laissant aucune autre option que d'arrêter un camion qui les ramènerait à Tynda pour le ressouder.
Une des grandes peurs d'Ewan McGregor était que de l'eau entre dans son moteur. Ceci est arrivé deux fois alors qu'il traversait les fleuves sibériens. Il pompa l'eau du moteur et du pot d'échappement et la moto démarra. Les motos connurent aussi plusieurs problèmes après avoir été mal attachées durant le vol de Magadan à Anchorage, ce qui nécessita des réparations en arrivant en Alaska. Charley connut quant à lui plusieurs crevaisons.
Les motos eurent plusieurs autres chocs, éraflures et craquelures cependant, elles  survécurent au voyage à l'exception de celle de Claudio.

## Équipe de soutien
En plus d'Ewan, de Charley et de Claudio, l'équipe était assisté par une équipe de soutien qui comprenait les producteurs David Alexanian et Russ Malkin, créateur du site Big Earth, et le caméraman Jimmy Simak. Pour les sections du voyage entre la Russie et l'Asie, ils étaient accompagnés par le conseiller en sécurité Sergey et le docteur Vasily. L'équipe de soutien a voyagé dans deux véhicules tout-terrains Mitsubishi – un L200 Animal 4 × 4 rouge (qui se retourna en Mongolie et qui fut remplacé par un Ford Excursion au Canada) et un Shogun Warrior DI-D automatique noir. Des véhicules additionnels, tel qu'un UAZ-452 ont aussi été utilisés par l’équipe de soutien lors du voyage entre la Russie et l'Est de l’Asie. L'équipe de soutien se trouvait généralement à un jour de route derrière les motos. Elle les rejoignait lorsqu'ils atteignaient les postes frontières ou quand les circonstances rendaient nécessaire un important travail d'équipe.

## Média

### Musique
La musique utilisée dans les DVD Long Way Round a été choisie par Ewan et Charley. Elle comprend des morceaux de Stereophonics, Coldplay, Orbital, Massive Attack, Radiohead entre autres. La musique du générique a été écrite et chanté par Kelly Jones, le chanteur principal de Stereophonics. Ewan McGregor et Jones discutèrent de leurs idées pour la chanson par sms durant le voyage.

### DVD

#### Édition standard
Un double-DVD du voyage est sorti fin 2005 sous forme de mini-série. Cette édition comportait sept épisodes chacun d'environ 45 minutes, totalisant environ 400 minutes de vidéos. Les épisodes ne portent pas de noms mais couvrent les sections suivantes du voyage :
- Épisode 1 : Préparation ;
- Épisode 2 : de Londres à Volgograd ;
- Épisode 3 : Kazakhstan ;
- Épisode 4 : de Barnaoul à l'ouest de la Mongolie ;
- Épisode 5 : de l'ouest de la Mongolie à Iakoutsk ;
- Épisode 6 : de Iakoutsk à Magadan (la route des os) ;
- Épisode 7 : d'Anchorage à New York

Le DVD bonus contenait plusieurs petites vidéos et des scènes coupées.

#### Édition spéciale
Une édition spéciale est sortie plus tard. Celle-ci comportait dix épisodes de 45 minutes répartis sur 3 DVD (et sans le DVD bonus de la première version) totalisant ainsi environ 540 minutes de vidéos. Les différences entre les deux versions sont, notamment, le début (la version originale condensait la phase de préparation en un épisode, l'épisode spécial l'étend sur deux épisodes) et la fin (la version originale couvrait la section allant de Anchorage à New York en un épisode, tandis que la version spéciale l'étend sur deux épisodes).
Enfin, l'édition spéciale dédie un épisode entier à une interview et à un regard sur le voyage un an après.
Tout comme pour l'édition standard, les épisodes de la version spéciale ne sont pas nommés mais couvre à peu près les sections suivantes :
- Épisode 1 : Préparation, 1re partie ;
- Épisode 2 : Préparation, 2e partie ;
- Épisode 3 : Londres à Volgograd ;
- Épisode 4 : Kazakhstan ;
- Épisode 5 : de Barnaoul à l'ouest de la Mongolie ;
- Épisode 6 : de l'ouest de la Mongolie à Iakoutsk ;
- Épisode 7 : de Iakoutsk à Magadan (la route des os) ;
- Épisode 8 : d'Anchorage à Calgary ;
- Épisode 9 : de Calgary à New York ;
- Épisode 10 : un an plus tard.

Enfin, le choix des musiques est légèrement différent entre les deux versions.

## Autres projets
Ewan McGregor, Charley Boorman et l'équipe de Long Way Round entreprirent un second voyage appelé Long Way Down, partant de John o' Groats au nord de l’Écosse au Cap en Afrique du Sud en 2007. Comme pour Long Way Round, les visites au centres de l'UNICEF furent une partie importante du voyage. Charley Boorman effectua le rally Dakar de 2006 lequel fut filmé et diffusé dans plusieurs pays sous le nom de Race to Dakar. Enfin, il entreprit aussi un voyage de l'Irlande à Sydney appelé By Any Means (« par tous les moyens ») puis de Sydney à Tokyo (appelé Right to the Edge: Sydney to Tokyo By Any Means).

## Sources

## Compléments